# African Christian Democratic Party
Die Afrikanische Christlich-Demokratische Partei (ACDP) (afrikaans Afrika Christen Demokratiese Party; englisch African Christian Democratic Party) ist eine politische Partei in Südafrika. Sie wurde 1993 gegründet und hat den Anspruch, „an die Bibel glaubende Christen“ und „jene, die eine hohe Achtung gegenüber moralischen Werten haben“, zu repräsentieren.
Das Wahlprogramm aus dem Jahr 2000 richtete sich gegen die Verteilung von Kondomen und das Propagieren von Safer Sex als Maßnahme gegen die Ausbreitung von HIV. Die ACDP war der Meinung, dass die Kondom-Kampagne gestoppt werden müsse und stattdessen Abstinenz und Treue in der Ehe förderungswürdig seien.
Die Partei wird von Kenneth Meshoe geführt. Bei den Wahlen 2009 halbierte sich der Anteil der ACDP auf 0,8 % der Stimmen, weshalb die Zahl ihrer Abgeordneten in Südafrikas Nationalversammlung, dem Unterhaus, auf drei von insgesamt 400 fiel. Sie stellte jedoch nach Helen Zilles Wechsel ins Provinzparlament von Western Cape mit Grant Haskin ab dem 29. April 2009 den geschäftsführenden Bürgermeister Kapstadts, bis am 13. Mai 2009 Dan Plato (DA) gewählt wurde. Schließlich wurde Haskin als stellvertretender Bürgermeister vom City Council am 27. Mai 2009 abberufen. Er verlor auch seinen Posten im Mayoral Committee (Mayco). Ian Neilson (DA) wurde zu seinem Nachfolger als stellvertretender Bürgermeister gewählt. Daraufhin kündigte die ACDP alle Koalitionen mit der DA im Western Cape auf. Nach den Wahlen 2014 stellt sie weiterhin drei Abgeordnete in der Nationalversammlung. Fünf Jahre später konnte sie sich bei den Wahlen in Südafrika 2019 wieder auf 0,8 % und vier Sitze verbessern.